# Samuele Marzoli
Samuele Marzoli (Fiorenzuola D'Arda, 1 maart 1984) is een Italiaans wielrenner.

## Belangrijkste overwinningen
2003
- Europees kampioen Scratch (baan), Beloften

2004
- Zesdaagse Fiorenzuola (met Giovanni Lombardi)

2008
- Coppa Caivano

## Tourdeelnames
geen
Astarloa  ·
Ballan ·
Barbero · 
Belli ·  
Bertoletti ·   
Bortolami ·
Bossoni ·
Carrara ·
Casagrande (tot 15/09) · 
Cortinovis · 
Gárate · 
Hauptman · 
Kvatsjoek ·
Marzoli · 
Pagliarini · 
Piccoli · 
Pinotti · 
Quinziato ·
Righi ·
Scotto D'Abusco ·
Svorada ·
Vainšteins · 
Vila ·
Marzano (stagiair)
Ballan ·
Bennati · 
Bonomi ·     
Bortolami ·
Commesso ·
Cunego ·
Figueras · 
Fornaciari · 
Franzoi · 
Fuentes · 
Glomser ·
Kvatsjoek ·
Loosli ·
Marzano ·
Marzoli ·
Matzbacher · 
Mazzoleni ·
Petrov · 
Pieri (tot 31/07) · 
Sabaliauskas · 
Righi ·
Scotto D'Abusco (tot 31/05) ·
Simoni · 
Spezialetti ·
Štangelj ·
Szmyd · 
Tonti ·
Vila ·
Bono (stagiair) ·
Gavazzi (stagiair) ·
Possoni (stagiair)
Aggiano ·
Bates ·
Beuchat ·
Borghi ·
Chalilov · 
Contrini ·  
De Paoli ·
Dietziker · 
Gavazzi ·
Iannetti ·
Konysjev · 
Maccanti ·
Marzoli · 
Maserati ·
Metloesjenko · 
Muraglia ·
Ochoa ·
Pieri ·   
Traficante ·
Valoti ·
Gatto (stagiair) · 
Page (stagiair)
Bailetti ·
Bellin ·
Beuchat ·
Božič ·
Callegarin · 
Celli ·  
Chiarini ·
Dietziker · 
Ferrara ·
José Enrique Gutiérrez · 
José Ignacio Gutiérrez ·
Marcato ·
Marzoli · 
Maserati ·
Nardello · 
Proch ·
Rossi ·
Solari ·   
Tiberio ·
Traficante